# جوليو رومانو

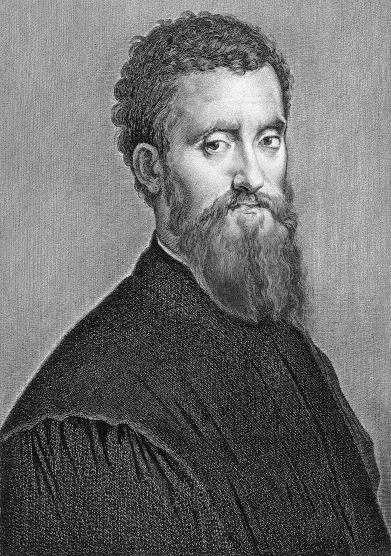
جوليو رومانو

جوليو رومانو (بالإيطالية: Giulio Romano) (تقريبًا 1499 - 1 نوفمبر 1546) كان رسامًا ومهندسًا معماريًا إيطاليًا. تلميذ لرفاييل تساهم تنوعاته الأسلوبية من كلاسيكية النهضة العليا في تحديد نمط القرن السادس عشر بالأسلوبية.

## معرض صور

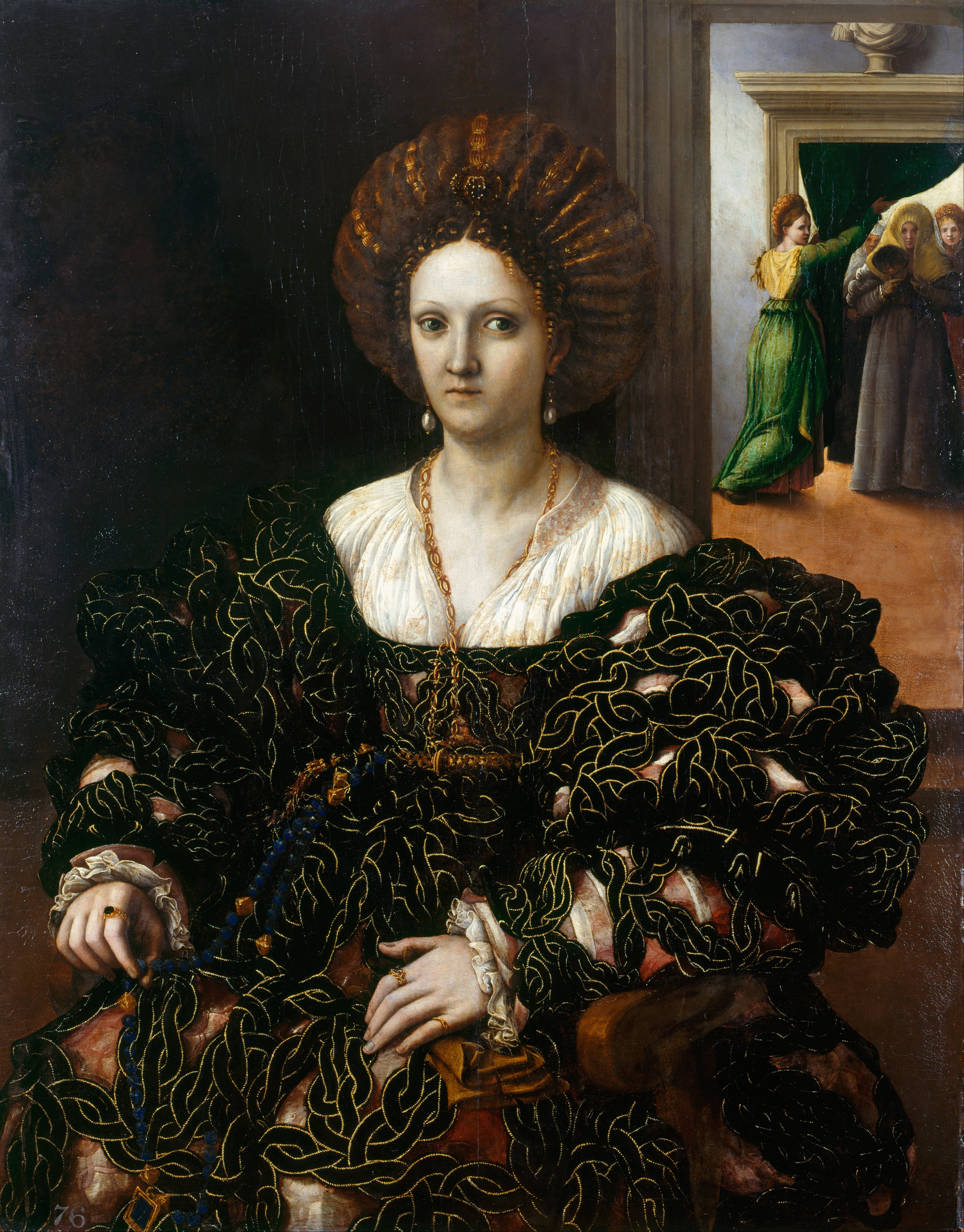
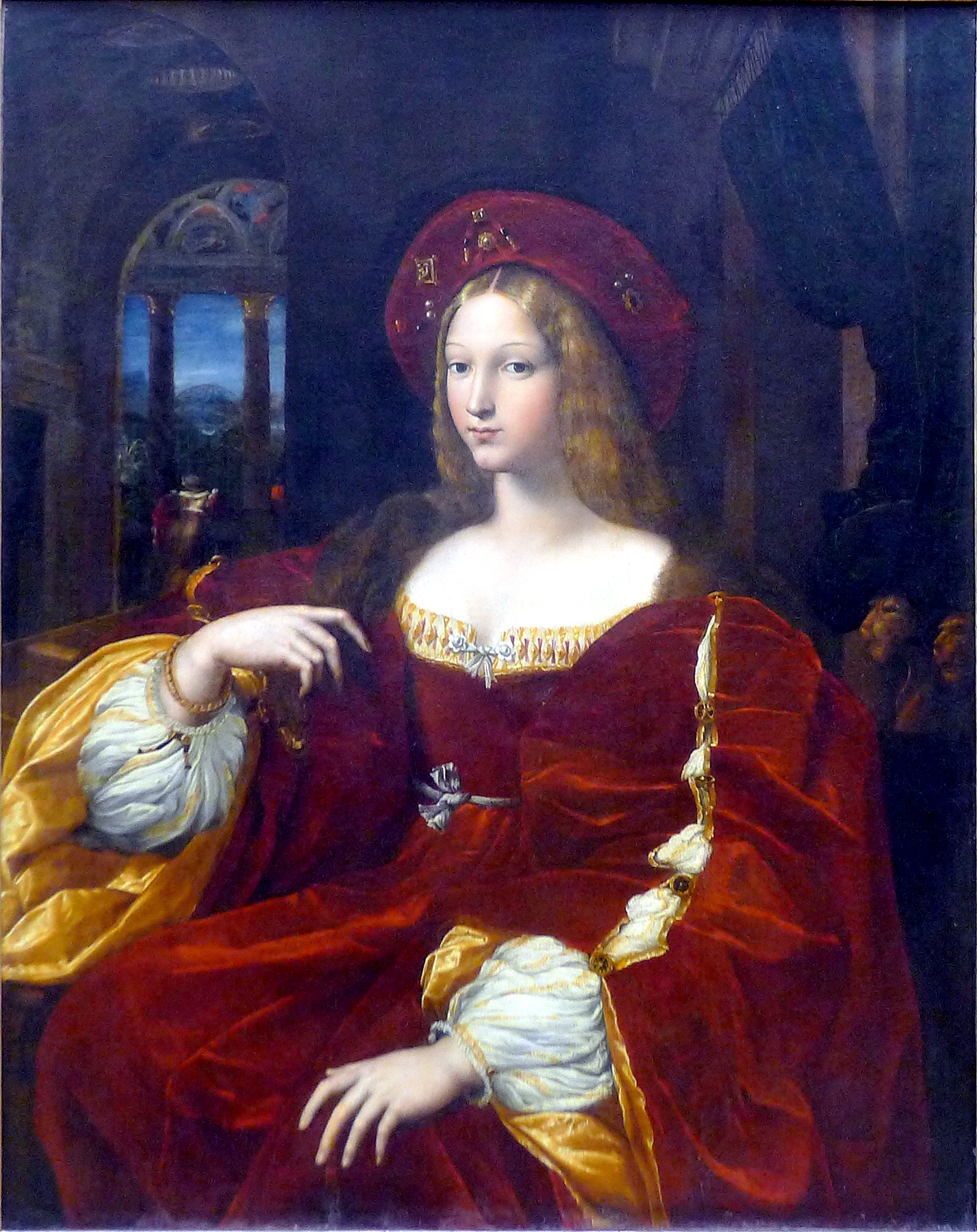
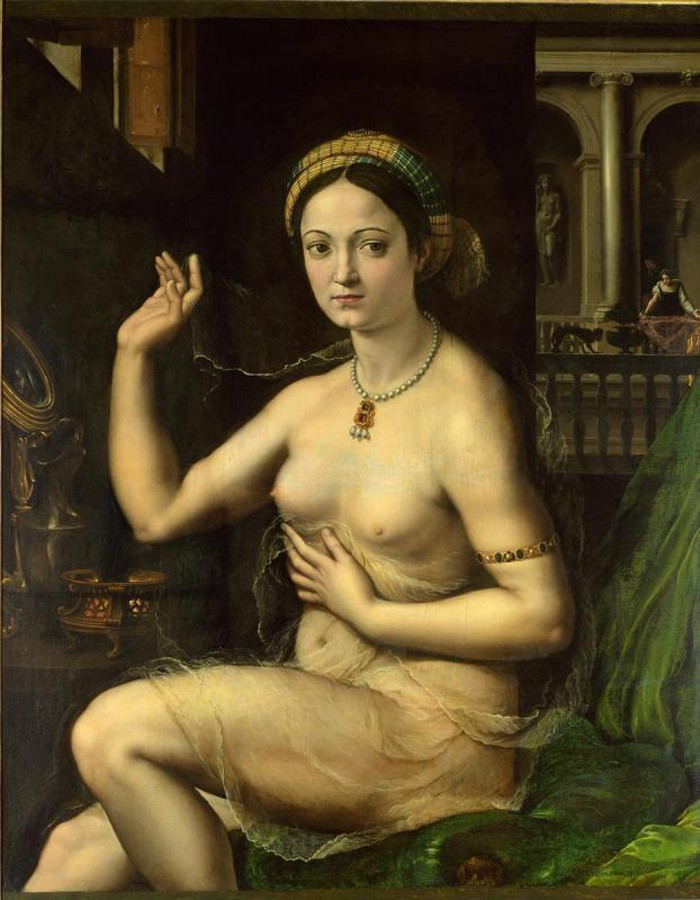

- ملف:L'Adoration des bergers entre saint Longin et saint Jean l'Évangéliste - Giulio Romano - Musée du Louvre Peintures INV 3693 ; MR 1430.jpg.jpg

## روابط خارجية
- جوليو رومانو على موقع الموسوعة البريطانية (الإنجليزية)
- جوليو رومانو على موقع إن إن دي بي (الإنجليزية)
- جوليو رومانو على موقع ديسكوغز (الإنجليزية)